# Terrorresa
Terrorresa är ett svenskt nyord (invalt i Språkrådets nyordslista 2015) som syftar till en resa där resenärens mål med resan är att gå med i terrorstämplade grupper, för att kriga eller träna.
Den första april 2016 blev det i Sverige olagligt att göra en terrorresa. Den nya lagen gjorde det även möjligt för polisen att utföra hemlig avlyssning och/eller övervakning på misstänkta terrorresenärer. Lagändringen gjorde det även olagligt att finansiera terrororganisationer, ta emot utbildning för terroristbrott, att finansiera en terrorresa och att finansiera personer som begår terroristbrott (oavsett vad finansieringens skäl var).